# San Leonel
San Leonel är en ort i Mexiko.   Den ligger i kommunen Santa María del Oro och delstaten Nayarit, i den centrala delen av landet, 600 km väster om huvudstaden Mexico City. San Leonel ligger 1 110 meter över havet och antalet invånare är 666.
Terrängen runt San Leonel är kuperad. Runt San Leonel är det glesbefolkat, med 19 invånare per kvadratkilometer. Närmaste större samhälle är Santa María del Oro, 12,0 km öster om San Leonel. I omgivningarna runt San Leonel växer huvudsakligen savannskog.